# Elecciones estatales de San Luis Potosí de 1997
Las elecciones estatales de San Luis Potosí de 1997 se llevaron a cabo en dos jornadas diferentes, la primera el domingo 6 de julio de 1997, simultáneamente con las Elecciones federales, y en ellas se renovaron los siguientes cargos de elección popular en el estado mexicano de San Luis Potosí:
- Gobernador de San Luis Potosí. Titular del Poder Ejecutivo del estado, electo para un periodo de seis años no reelegibles en ningún caso, el candidato electo fue Fernando Silva Nieto
- Diputados al Congreso del Estado. Electos por mayoría relativa en cada uno de los Distrito Electorales.

Y la segunda el domingo 17 de agosto de 1997 en que se eligió:
- 58 Ayuntamientos. Compuestos por un Presidente Municipal y regidores, electos para un periodo de tres años no reelegibles para el periodo inmediato.

## Resultados electorales

### Gobernador
|  | 39.3 % |

|  | 47.0 % |

|  | 8.6 % |

|  | 8.6 % |

|  | 8.6 % |

|  | 8.6 % |

|  | 8.6 % |

|  | 100.00 % |

### Ayuntamientos

#### San Luis Potosí
- Alejandro Zapata Perogordo  Hecho

#### Soledad de Graciano Sánchez
- Juan Manuel Velázquez Galarza  Hecho

#### Mexquitic de Carmona
- Juan Jacobo Banda  Hecho

#### Ahualulco
- Manuel Cisneros Mendoza  Hecho

#### Aquismón
- Adán Barrios Compeán  Hecho

#### Cerritos
- Florencio González Alejos  Hecho

#### Ciudad Valles
- Eligio Quintanilla González  Hecho

#### Matehuala
- Raymundo García Olivares  Hecho

#### Río Verde
- Salvador Izar Noemí  Hecho

#### Ciudad del Maíz
- Onésimo Villanueva Martínez  Hecho

#### El Naranjo
- Juan Antonio Acosta Soberanes  Hecho

#### Matlapa
- Benjamín Sagahón Medina  Hecho

#### Cárdenas
- Nicolás Torres Torres  Hecho

#### Santa María del Río
- Trinidad Morales Salazar  Hecho

#### Axtla de Terrazas
- Rafael Januzzi Ocaña  Hecho

#### Villa de Zaragoza
- Jesús Flores Carrillo  Hecho

#### Real de Catorce
- Héctor Moreno Arriaga  Hecho

#### Cerro de San Pedro
- Marcos Nava Orocio  Hecho

#### San Martín Chalchicuautla
- José Antonio Orta Lara  Hecho

#### Tampamolón Corona
- José Santiago Amador  Hecho

#### Villa de Reyes
- Ignacio Palacios Rodríguez  Hecho

#### Cedral
- J. Cecilio Pérez Aguilar  Hecho

#### San Vicente Tancuayalab
- César Ponce Castellanos  Hecho

#### San Nicolás Tolentino
- José Castillo Sifuentes  Hecho

#### Guadalcázar
- Cirilo Gerardo Méndez Aguilar  Hecho

#### San Ciro de Acosta
- Víctor Manuel Mancilla Reyes  Hecho

#### Lagunillas
- Moisés Montes Hernández  Hecho

#### Alaquines
- Abdenango Chávez Mendiola  Hecho

#### Tanlajás
- Domingo Rodríguez Martell  Hecho

#### Villa de Guadalupe
- Juan López Blanco  Hecho

#### San Antonio
- Rafael Castro Guzmán  Hecho

#### Villa Juárez
- José Manuel Rojas García  Hecho

#### Xilitla
- José Federico Carranza  Hecho